# Рассвет (картина Пэрриша)
«Рассвет» (англ. «Daybreak») — наиболее известная картина американского художника Максфилда Пэрриша (1870—1966), созданная в 1922 году.

## История создания и судьба картины

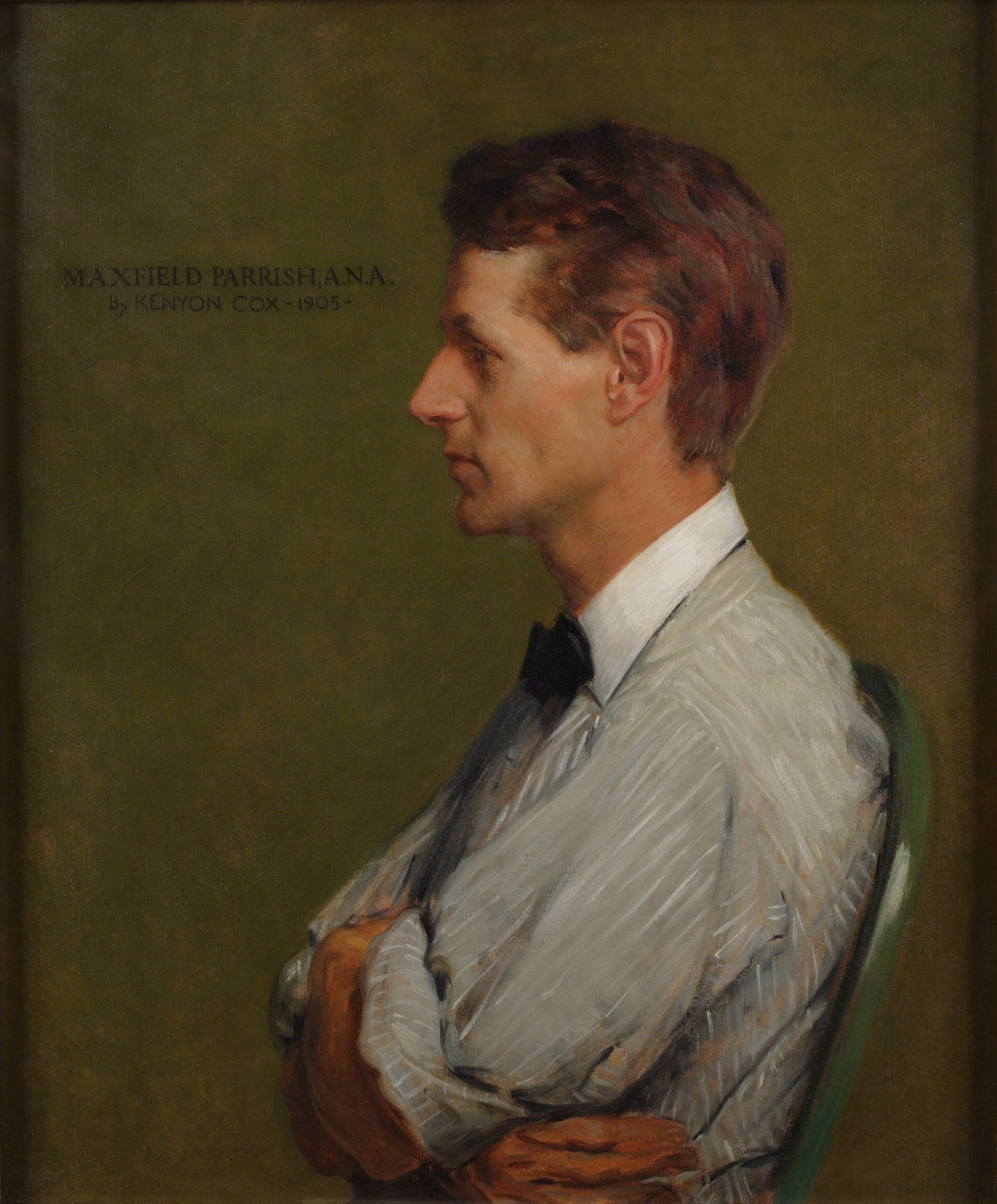
Кеньон Кокс. Портрет Максфилда Пэрриша, 1905

Пэрриш получил заказ на «Рассвет» в августе 1920 года, но он был занят другими срочными проектами, такими, как иллюстрации к книге Луиз Сондерс «Валет Червей», поэтому не начинал работу над картиной до лета 1922 года. По свидетельству Стивена Л. Ньюмана, совладельца Дома искусств (англ. The House of Art), в 1921 году Пэрриш сказал ему по поводу своей задержки в работе над картиной: «Что касается „большой картины“, то красивая белая панель, приготовленная для неё, всегда на стене передо мной…». Терпение его покровителей, Стивена Ньюмана и его партнера, A. E. Рейнталя, было вознаграждено. Пэрриш, завершил картину в декабре 1922 года, она была представлена публике в следующем 1923 году. «В 1925 году одна из каждых четырёх семей в Соединенных Штатах была обладательницей копии картины Пэрриша в своей гостиной. Количество её воспроизведений превзошло картины любого другого художника этого времени, за исключением работ Сезанна и Ван Гога», писал его современник. Размер картины — 67,3 на 114,3 сантиметров. Техника — масляная живопись по дереву. Картина подписана и датирована — «Максфилд Пэрриш 1922» (внизу справа). Картина создана в 1922 году. В это время Пэрриш отошёл от иллюстрирования книг и пытался сосредоточиться на живописи.
Когда Максфилд Пэрриш выставил[где?] свою картину, то она сразу зарекомендовала[обтекаемое выражение] себя как выдающееся произведение современного американского искусства. Разошедшись по миру в качестве литографий фирмы Reinthal & Newman, использовавшей самые передовые литографские технологии, и репродукций Дома искусств (он был одним из подразделений Reinthal & Newman), «Рассвет» стал самой успешной картиной прошлого века и укрепил одновременно положение Пэрриша как наиболее популярного американского иллюстратора. Считается, что полотно стало самым воспроизводимым в истории живописи, превзойдя «Тайную вечерю» Леонардо да Винчи и «Банки с супом Кэмпбелл» Энди Уорхола. Вместе с тем, неоднократно высказывалось мнение, что большинство репродукций и литографий оказались не в состоянии передать подлинную цветовую гамму картины (в них преобладают синие и голубые тона, занимающие в картине второстепенное место).
Картина всегда находилась в частной собственности. 25 мая 2006 года полотно было приобретено очередным частным коллекционером (это была Робин — супруга австралийского актёра и режиссёра Мела Гибсона) на аукционе Кристис за $ 7,6 миллиона долларов США. Это рекордная цена, полученная за картины Пэрриша. На короткое время после приобретения картины владелица выставила её в Национальный музей американской иллюстрации в Ньюпорте. Картина демонстрировалась с 12 июля по 25 августа 2006 года. Полотно снова было продано 21 мая 2010 года за $ 5 234 500 долларов США. В настоящее время картина находится в частной коллекции.

## Особенности картины
В своей картине Пэрриш соединил элементы живописи прерафаэлитов, технику старых мастеров и заметную коммерческую составляющую.

### Сюжет картины и замысел автора

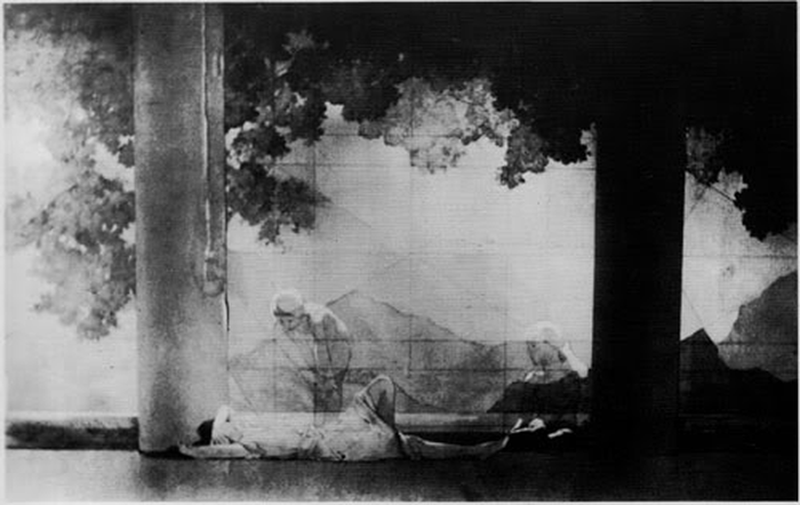
Максфилд Пэрриш. Подготовительный рисунок к картине «Рассвет», 1922

Картина представляет собой фантазию художника на тему Аркадии, которая излучает невинность и мистическую красоту. Аркадия — единственная территория Пелопоннеса, которую не затронуло нашествие дорийских племён. Поэты Нового времени, в особенности создатели идиллий и пасторалей, как, например, итальянец Якопо Саннадзаро и его подражатели, воспринимали Аркадию как страну невинности, патриархальной простоты нравов и мирного счастья. Пейзаж в лучах восходящего солнца является свидетельством мастерства художника в изображении света и цвета.
Одной из самых важных особенностей Пэрриша была его способность определить, чем он может пленить американскую общественность. В «Рассвете» Максфилд Пэрриш смешал современные ему и подчёркнуто архаичные элементы с атмосферой театра, чтобы создать эффектную композицию, в которой одновременно присутствуют буйная фантазия и доступность для американских обывателей. «Современный и архаичный в одно и то же время Пэрриш разработал безотказную „формулу“ уникального стиля, метод, который был обречён на успех. Метод был почти научной системой, это позволило Пэрришу стать одним из величайших иллюстраторов в истории и самым любимым художником I половины XX века».
Мир картины является одновременно чуждым и понятным, соблазнительным, но не пугающим. В нём нашла отражение способность Пэрриша создавать мистическую утопию из повседневных вещей. На просьбу Дома искусств написать аннотацию, сопровождающую работу, Пэрриш ответил отказом, говоря: «Я знаю, что публика хочет историю, чтобы знать больше о картине, чем картина говорит ей, но, на мой взгляд, если картина не рассказывает её собственную историю, то лучше иметь историю без картины… картина говорит сама всё, что необходимо, нет ничего более». По мнению многих искусствоведов, Пэрриш намеренно оставил свою работу открытой для интерпретации, позволяя зрителям вкладывать свой собственный смысл в «Рассвет».

### Натурщицы Пэрриша для картины

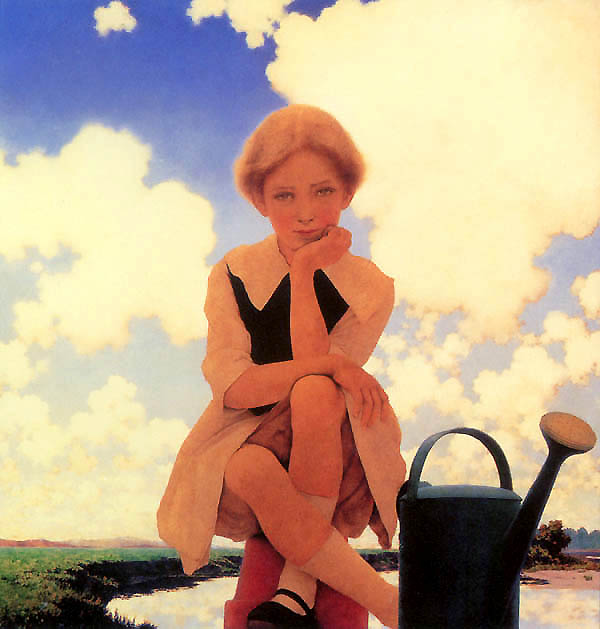
Максфилд Пэрриш. Дочь художника Джейн на картине «Mary, Mary, quite contrary», 1921

Художник сторонился профессиональных натурщиков, часто просил родственников и друзей позировать для его работ, так как считал, что это позволит передать дух невинности, который он хотел запечатлеть на своих полотнах.
- Китти Спенс (по мужу, имя при рождении — Рут Брайан Оуэн, имя Рут она не употребляла, чтобы её не путали с матерью, полной тёзкой дочери[англ.]), восемнадцатилетняя внучка американского политика и государственного деятеля, представителя популистского крыла Демократической партии Уильяма Дженнингса Брайана, позировала для лежащей девушки в «Рассвете». Она была позже депутатом Конгресса от Демократической партии из Флориды с 1929 по 1933 годы. В 1933 году её мать стала первой женщиной, которая была послом Соединённых Штатов, когда президент Франклин Делано Рузвельт направил её в Данию[7]. Китти также позировала Пэрришу для обложки журнала «Life» в 1922 и 1923 годах. Китти была также натурщицей для полотен Пэрриша «Каньон» (1923, частное собрание), «Утро» (1922, частное собрание) и некоторых других. Во время Второй мировой войны она была председателем American Women's Voluntary Services[англ.], Motor Transport Service и Mobile Kitchens. Позже она работала в Citizens' Committee for Children[англ.] и в Police Athletic League[англ.]. Она также занималась охраной природы и стала почетным членом племени индейцев-мохоков в штате Нью-Йорк за свою деятельность в защиту американских индейцев. Её браки с Уильямом P. Микером, адвокатом, и Робертом Леманом, банкиром и коллекционером произведений искусства, закончились разводом. Два других брака (с Йонасом Райнером и Дереком Спенсом) закончились вдовством. Она умерла в 1984 году в возрасте 79 лет[1]. Когда картина была продана в первый раз, покупатель пожелал остаться анонимным, а картина на пятьдесят лет оказалась недоступной для художественных критиков. Оказалось, что Уильям Дженнингс Брайан (дед Китти Оуэн Спенс) приобрёл её за большие деньги, которые противоречили его политическому образу скромного борца за права обездоленных, поэтому он предпочёл, чтобы никто не знал о его покупке[8].
- Дочь Пэрриша, Джейн, которой было в то время одиннадцать лет, позировала для склонившейся над Китти обнажённой фигуры. Сохранилась фотография, на которой она позирует для этой картины (в настоящее время хранится в коллекции Библиотеки Дартмутского колледжа, Нью-Гэмпшир). Позже она стала известной художницей-пейзажисткой[9].
- На подготовительном к полотну рисунке можно заметить третью фигуру, сидящую возле правой колонны. Считается, что эта фигура должна была представлять Сьюзен Левин, экономку и любимую модель Пэрриша. В окончательном варианте картины художник отказался от этого персонажа[1]. Искусствоведы предполагают, что дети Пэрриша попросили его убрать Сьюзен Левин, предполагая, что она была любовницей их отца. Однако, Пэрриш использовал тело Левин для лежащей фигуры, но дал ей другое лицо (Китти Оуэн Спенс)[8]. Максфилду Пэрришу было 33 года, когда он впервые встретился с Сьюзен Левин. Она была шестнадцатилетней девочкой с соседней фермы неподалёку от большой усадьбы художника. Он нанял её в качестве няни для своих двух маленьких детей. С того времени жена Пэрриша никогда больше не позировала для него, роль основной натурщицы приняла на себя Левин (отмечают, что она позировала как для мужских, так и для и женских фигур[10]). Пэрриш переехал из особняка, где остались его жена и дети, и поселился в своей студии вместе с Левин. Современники были возмущены таким образом жизни художника, но Пэрриш и Левин настаивали, что их отношения были чисто платоническими. «Я буду настаивать, что господин Пэрриш никогда не видел мою голую коленку», — утверждала Сьюзен Левин. Левин была спутницей жизни Пэрриша в течение 55 лет. Когда Пэрришу было 90 лет, и Левин — 71 год, жена Пэрриша скончалась. Художник отказался вступить в законный брак со Сьюзен, она покинула Перриша и вернулась в свою деревню, где вышла замуж за другого человека. После смерти Пэрриша и Левин строители обнаружили в усадьбе Перриша тайник, где он спрятал фотографии обнажённой Левин[11].

### Особенности методов работы художника над полотном

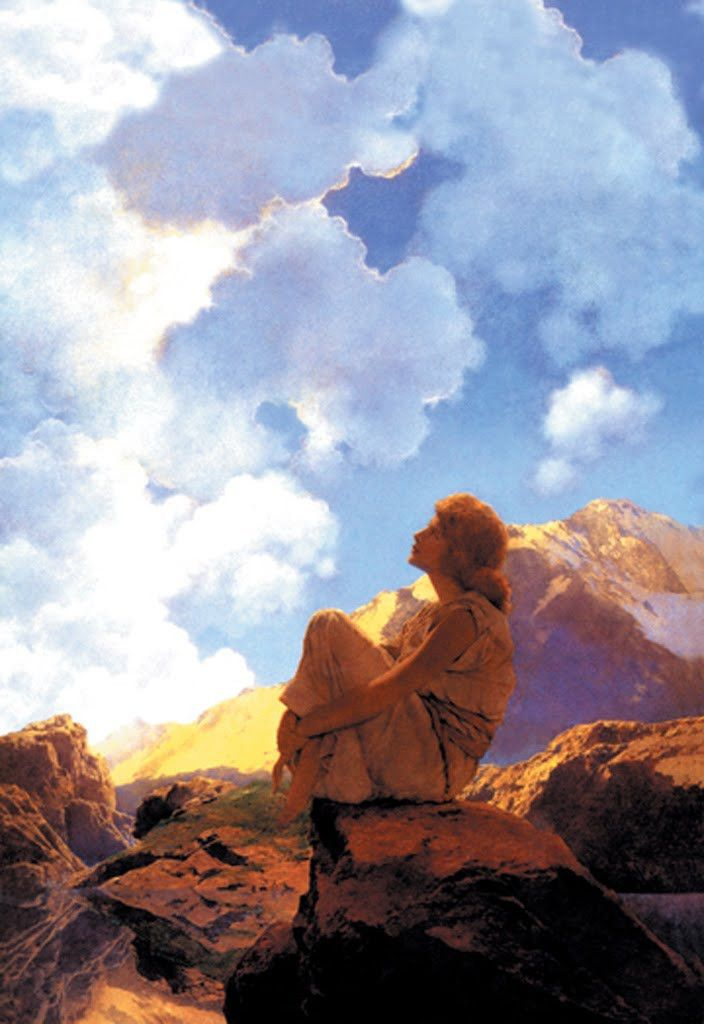
Максфилд Пэрриш. Китти Оуэн Спенс на картине «Утро», 1922

Завершив создание пейзажа на картине, Пэрриш сделал силуэты персонажей картины и использовал их в своей студии, накладывая поверх пейзажа, чтобы установить правильное освещение различных элементов задуманной композиции. Его трудоёмкий метод нанесения красок сделал живопись с натуры практически невозможной, так как свет менялся прежде, чем художник мог правильно запечатлеть его. Он часто изобретал хитроумные методы воспроизведения больших объектов в своей студии для горных пейзажей, например, в «Рассвете» он использовал куски кварцевой породы, расположенные на зеркале. Он также создавал эффект естественного света и тени с помощью искусственных методов, направляя электрические лампы на модели и реквизит. Этот метод позволил Пэрришу экспериментировать с различными элементами изображения, создать окончательный вариант композиции и предотвратить вероятность ошибки и естественной дисперсии. Такой контроль позволил ему сосредоточиться на цвете, а не на композиции, когда он начинал накладывать краски.
Пэрриш насытил «Рассвет» не только ярким цветом, но и мягким светом. Ранним утром дымка окутывает горы на заднем плане, в то время как фигуры переднего плана находятся в фокусе, что даёт ощущение глубины. Контраст между гладкими частично затенёнными фигурами и архитектурными элементами с детальной прорисованной листвой с одной стороны и скалистой местностью с другой усиливает сложность освещения и текстуры. Внимание Пэрриша к деталям проявилось в его постоянном интересе к природе света, а также предвосхитило его переход к пейзажам в 1930-х годах. Пэрриш изобрёл систему живописи, которая использовала преимущественно синий, сиреневый, жёлтый и чёрный цвета. Он собирал их на яркой белой основе (обычно это была натянутая бумага). Прозрачная масляная глазурь слоями покрывалась лаком, слои изолировались друг от друга. Результатом была необычная яркость и уникальный стиль.
Пэрриш использовал в своей работе над картиной теоретические положения профессора Йельского университета и художника Джея Хэмбиджа, изложенные в его работе «Динамическая симметрия». Эта теория композиции, основанная на попытке реконструировать древние римские и греческие формулы, предназначенные для создания гармонических пропорций в архитектуре и искусстве. «Я создавал каждую картину на основе „динамической симметрии“ и математической пропорции, которую древние греки и египтяне нашли привлекательной для глаза». Карандашные линии, соответствующие «динамической симметрии», различимы в подготовительном эскизе для «Рассвета». Привлекательность картины Пэрриш заключается в её изысканном архитектурном и пейзажном фоне, в гармоничной композиции, что часто является сильным фактором в эстетической привлекательности его картин.
После того, как композиция картины была создана, Пэрриш сфотографировал своих натурщиц. Вместо того, чтобы тратить многие часы и даже дни на работу с ними, художник работал с этими фотографиями. Считается, что такой метод работы сформировался у Пэрриша под влиянием Томаса Поллока Аншуца и Говарда Пайла.

## «Рассвет» в культуре XX века
Серия комиксов «Penguin Dreams and Stranger Things» (1985) содержит явные аллюзии на картину Пэрриша. На постере фильма «Принцесса-невеста» режиссёра Роба Райнера (1987) изображена вольная вариация на тему «Рассвета». Картина является фоном на обложке восьмого альбома Элтона Джона «Caribou», а также на обложке альбома британской рок-группы «The Moody Blues» «The Present». В 1984 году «Dali's Car», проект представителей британской новой волны Питера Мерфи и Мика Карна, использовал «Рассвет» в качестве обложки их альбома «The Waking Hour».
Телевизионная премьера видеоклипа «You Are Not Alone» (баллада в жанре ритм-н-блюза), снятого режиссёром Уэйном Айшемом, состоялась 28 июля 1995 года на телеканале MTV. В ролике Майкл Джексон и его жена Лиса Мари Пресли появляются полуобнажёнными, декорации и образы героев были вдохновлены картиной «Рассвет» Пэрриша.